# Terza Divisione 1923-1924
La Terza Divisione 1923-1924 fu la seconda edizione di questa manifestazione calcistica a carattere regionale organizzata dalla FIGC.
Era strutturata in campionati regionali gestiti dai Comitati Regionali. Dopo le proteste per lo stringente regolamento della stagione precedente, fu stabilito che tutti i campioni regionali fossero promossi direttamente in Seconda Divisione, tranne i campioni di Veneto e Venezia Giulia che avrebbero dovuto spareggiare tra loro. Tuttavia, a fine stagione, si decise di riallargare la Seconda Divisione da 36 a 40 squadre con l'ammissione diretta sia del Vicenza e del Gloria Fiume, e l'istituzione di un torneo di qualificazione alla Seconda Divisione in due turni che metteva in palio i rimanenti tre posti. A tale torneo di qualificazione furono ammesse dodici squadre, cioè le sei terzultime classificate di Seconda Divisione e sei squadre della Venezia Giulia, per integrare meglio le province di recente annessione. La promozione della Triestina in Seconda Divisione venne conseguita proprio attraverso tale torneo di qualificazione. Le altre due vincenti, Monfalconese e US Milanese, avevano disputato la Seconda Divisione nella stagione 1923-1924.
Non erano previste retrocessioni in Quarta Divisione, che non era una categoria di merito ma bensì di prova.

## Comitati della Lega Nord
Furono sette: Piemonte, Liguria, Lombardia, Veneto, Venezia Giulia, Emilia, Toscana. I campioni regionali erano promossi direttamente in Seconda Divisione, tranne i campioni di Veneto e Venezia Giulia che avrebbero dovuto spareggiare tra loro, una clausola tuttavia poi rimossa.

## Piemonte

### Girone A

#### Squadre partecipanti
| Club              | Città            | Stadio | Stagione precedente |
| ----------------- | ---------------- | ------ | ------------------- |
| U.S. Arona        | Arona (NO)       |        |                     |
| S.S. Borgomanero  | Borgomanero (NO) |        |                     |
| C.S. Crusinallese | Crusinallo (NO)  |        |                     |
| Domo F.B.C.       | Domodossola (NO) |        |                     |
| U.S. Intrese      | Intra (NO)       |        |                     |
| U.S. Omegnese     | Omegna (NO)      |        |                     |
| Pallanza Sportiva | Pallanza (NO)    |        |                     |
| Stresa Sportiva   | Stresa (NO)      |        |                     |

#### Classifica finale
|  | Pos. | Squadra      | Pt | G  | V | N | P | GF | GS | DR |
|  | ---- | ------------ | -- | -- | - | - | - | -- | -- | -- |
|  | 1.   | Omegnese     | 23 | 14 |   |   |   |    |    | +  |
|  | 2.   | Intrese      | 20 | 14 |   |   |   |    |    | +  |
|  | 2.   | Pallanza     | 20 | 14 |   |   |   |    |    | +  |
|  | 4.   | Arona        | 13 | 14 |   |   |   |    |    | -  |
|  | 5.   | Crusinallese | 10 | 14 |   |   |   |    |    | -  |
|  | 5.   | Stresa       | 10 | 14 |   |   |   |    |    | -  |
|  | 7.   | Borgomanero  | 9  | 14 |   |   |   |    |    | -  |
|  | 8.   | Domo         | 3  | 14 |   |   |   |    |    | -  |

Legenda:

      Ammesso alla finale piemontese.
Regolamento:

Due punti a vittoria, uno a pareggio, zero a sconfitta.
In caso di pari punti per le squadre fuori dalla zona promozione era in vigore il pari merito.

### Girone B

#### Squadre partecipanti
| Club               | Città                 | Stadio | Stagione precedente |
| ------------------ | --------------------- | ------ | ------------------- |
| U.S. Balzolese     | Balzola (AL)          |        |                     |
| U.R.S. La Chivasso | Chivasso (TO)         |        |                     |
| U.S. Crescentinese | Crescentino (VC)      |        |                     |
| U.S. Eporediese    | Ivrea (TO)            |        |                     |
| U.S. Settimese     | Settimo Torinese (TO) |        |                     |
| U.S. Trinese       | Trino (NO)            |        |                     |

#### Classifica finale
|  | Pos. | Squadra            | Pt       | G | V | N | P | GF | GS | DR |
|  | ---- | ------------------ | -------- | - | - | - | - | -- | -- | -- |
|  | 1.   | Trinese            | 14       | 8 |   |   |   |    |    | +  |
|  | 2.   | La Chivasso        | 12       | 8 |   |   |   |    |    | +  |
|  | 3.   | Balzolese          | 10       | 8 |   |   |   |    |    | +  |
|  | 4.   | Eporediese         | 3        | 8 |   |   |   |    |    | -  |
|  | 5.   | Crescentinese (-1) | 0        | 8 |   |   |   |    |    | -  |
|  | --   | Settimese          | Ritirata |   |   |   |   |    |    |    |

Legenda:

      Ammesso alla finale piemontese.
Regolamento:

Due punti a vittoria, uno a pareggio, zero a sconfitta.
In caso di pari punti per le squadre fuori dalla zona promozione era in vigore il pari merito.
Note:
Crescentinese: dedotto un solo punto a fronte di cinque 0-2 a tavolino per rinuncia.

### Girone C

#### Squadre partecipanti
| Club           | Città            | Stadio | Stagione precedente |
| -------------- | ---------------- | ------ | ------------------- |
| Acqui U.S.     | Acqui Terme (AL) |        |                     |
| U.S. Albese    | Alba (CN)        |        |                     |
| U.C. Astigiani | Asti (AL)        |        |                     |
| Borsalino      | Alessandria      |        |                     |
| G.S. Fiat      | Torino           |        |                     |
| S.C. Michelin  | Torino           |        |                     |

#### Classifica finale
|  | Pos. | Squadra   | Pt | G  | V | N | P | GF | GS | DR |
|  | ---- | --------- | -- | -- | - | - | - | -- | -- | -- |
|  | 1.   | Astigiani | 15 | 10 |   |   |   |    |    | +  |
|  | 2.   | FIAT      | 14 | 10 |   |   |   |    |    | +  |
|  | 3.   | Albese    | 12 | 10 |   |   |   |    |    | -  |
|  | 4.   | Acqui     | 11 | 10 |   |   |   |    |    | -  |
|  | 5.   | Michelín  | 5  | 10 |   |   |   |    |    | -  |
|  | 6.   | Borsalino | 3  | 10 |   |   |   |    |    | -  |

Legenda:

      Ammesso alla finale piemontese.
Regolamento:

Due punti a vittoria, uno a pareggio, zero a sconfitta.
In caso di pari punti per le squadre fuori dalla zona promozione era in vigore il pari merito.

### Girone finale
|  | Pos. | Squadra   | Pt | G | V | N | P | GF | GS | DR |
|  | ---- | --------- | -- | - | - | - | - | -- | -- | -- |
|  | 1.   | Astigiani | 5  | 4 |   |   |   |    |    | +  |
|  | 1.   | Trinese   | 5  | 4 |   |   |   |    |    | +  |
|  | 3.   | Omegnese  | 2  | 4 |   |   |   |    |    | +  |

Legenda:

      Ammesso allo spareggio.
Regolamento:

Due punti a vittoria, uno a pareggio, zero a sconfitta.
In caso di pari punti per le squadre fuori dalla zona promozione era in vigore il pari merito.

### Spareggio per il titolo
|           | Risultato |         | Luogo e data         |
| --------- | --------- | ------- | -------------------- |
| Astigiani | 2 - 1     | Trinese | ???, manca data 1924 |
|           |           |         |                      |

### Verdetti
- L'Astigiani è campione piemontese di Terza Divisione ed è promosso in Seconda Divisione 1924-1925.

## Liguria

### Girone A

#### Squadre partecipanti
| Club               | Città            | Stadio | Stagione precedente |
| ------------------ | ---------------- | ------ | ------------------- |
| Aurora F.C.        | Savona (GE)      |        |                     |
| U.S. Miramare      | Savona (GE)      |        |                     |
| U.S. Veloce        | Savona (GE)      |        |                     |
| U.S. Ventimigliese | Ventimiglia (IM) |        |                     |

Notale Officine Elettro Meccaniche, relegate dalla Seconda Divisione, rinunciano a gareggiare e cessano l’attività.

#### Classifica finale
|  | Pos. | Squadra       | Pt | G | V | N | P | GF | GS | DR  |
|  | ---- | ------------- | -- | - | - | - | - | -- | -- | --- |
|  | 1.   | Miramare      | 9  | 6 | 4 | 1 | 1 | 13 | 2  | +11 |
|  | 2.   | Ventimigliese | 6  | 6 | 3 | 0 | 3 | 10 | 12 | -2  |
|  | 3.   | Aurora        | 5  | 6 | 2 | 1 | 3 | 4  | 8  | -4  |
|  | 4.   | Veloce Savona | 4  | 6 | 1 | 2 | 3 | 6  | 11 | -5  |

Legenda:

      Ammesso alla semifinale ligure.
Regolamento:

Due punti a vittoria, uno a pareggio, zero a sconfitta.
In caso di pari punti per le squadre fuori dalla zona promozione era in vigore il pari merito.

#### Calendario
| Andata (1ª) | Andata (1ª) | 1ª giornata            | Ritorno (18ª) | Ritorno (18ª) |
|             |             |                        |               |               |
| 4 nov.      | 2-0         | Miramare-Ventimigliese | 4-0           | 2 dic.        |
| 4 nov.      | 0-0         | Aurora-Veloce          | 0-2           | 2 dic.        |

| Andata (2ª) | Andata (2ª) | 2ª giornata          | Ritorno (5ª) | Ritorno (5ª) |
|             |             |                      |              |              |
| 11 nov.     | 3-0         | Miramare-Aurora      | 0-1          | 9 dic.       |
| 25 nov.     | 2-3         | Veloce-Ventimigliese | 1-4          | 23 dic.      |

| Andata (1ª) | Andata (1ª) | 1ª giornata            | Ritorno (18ª) | Ritorno (18ª) |
|             |             |                        |               |               |
| 4 nov.      | 2-0         | Miramare-Ventimigliese | 4-0           | 2 dic.        |
| 4 nov.      | 0-0         | Aurora-Veloce          | 0-2           | 2 dic.        |

| Andata (2ª) | Andata (2ª) | 2ª giornata          | Ritorno (5ª) | Ritorno (5ª) |
|             |             |                      |              |              |
| 11 nov.     | 3-0         | Miramare-Aurora      | 0-1          | 9 dic.       |
| 25 nov.     | 2-3         | Veloce-Ventimigliese | 1-4          | 23 dic.      |

| \| Andata (3ª) \| Andata (3ª) \| 3ª giornata \| Ritorno (6ª) \| Ritorno (6ª) \| \| \| \| \| \| \| \| 18 nov. \| 3-1 \| Aurora-Ventimigliese \| 0-2 \| 16 dic. \| \| 18 nov. \| 0-3 \| Veloce-MIramare \| 1-1 \| 16 dic. \| |             |                      |              |              |
| Andata (3ª) | Andata (3ª) | 3ª giornata          | Ritorno (6ª) | Ritorno (6ª) |
| |             |                      |              |              |
| 18 nov. | 3-1         | Aurora-Ventimigliese | 0-2          | 16 dic.      |
| 18 nov. | 0-3         | Veloce-MIramare      | 1-1          | 16 dic.      |

| Andata (3ª) | Andata (3ª) | 3ª giornata          | Ritorno (6ª) | Ritorno (6ª) |
|             |             |                      |              |              |
| 18 nov.     | 3-1         | Aurora-Ventimigliese | 0-2          | 16 dic.      |
| 18 nov.     | 0-3         | Veloce-MIramare      | 1-1          | 16 dic.      |

### Girone B

#### Squadre partecipanti
| Club                 | Città                   | Stadio | Stagione precedente |
| -------------------- | ----------------------- | ------ | ------------------- |
| A.S. Corniglianese   | Cornigliano Ligure (GE) |        |                     |
| D.S. Grifone Ausonia | Genova                  |        |                     |
| S.C. Liguria         | Genova                  |        |                     |
| S.C. Molassana       | Molassana (GE)          |        |                     |
| U.S. Pontedecimo     | Pontedecimo (GE)        |        |                     |
| U.S. Ronchese        | Ronco Scrivia (GE)      |        |                     |
| U.S. Sparta Velox    | Genova                  |        |                     |

#### Classifica finale
|  | Pos. | Squadra         | Pt | G  | V | N | P | GF | GS | DR |
|  | ---- | --------------- | -- | -- | - | - | - | -- | -- | -- |
|  | 1.   | Molassana       | 19 | 12 |   |   |   |    |    | +  |
|  | 2.   | Corniglianese   | 14 | 12 |   |   |   |    |    | +  |
|  | 3.   | Grifone Ausonia | 12 | 12 |   |   |   |    |    | +  |
|  | 3.   | Ronchese        | 12 | 12 |   |   |   |    |    | -  |
|  | 5.   | Pontedecimo     | 11 | 12 |   |   |   |    |    | -  |
|  | 6.   | Sparta Velox    | 9  | 12 |   |   |   |    |    | -  |
|  | 7.   | Liguria         | 5  | 12 |   |   |   |    |    | -  |

Legenda:

      Ammesso alla semifinale ligure.
Regolamento:

Due punti a vittoria, uno a pareggio, zero a sconfitta.
In caso di pari punti per le squadre fuori dalla zona promozione era in vigore il pari merito.

#### Calendario
| Andata (1ª) | Andata (1ª) | 1ª giornata                   | Ritorno (8ª) | Ritorno (8ª) |
|             |             |                               |              |              |
| 4 nov.      | 0-1         | Sparta Velox-Molassana        | 1-4          | 6 gen.       |
| 4 nov.      | 1-3         | Pontedecimo-Ronchese          | 1-2          | 2 mar.       |
| 23 dic.     | 2-0         | Corniglianese-Grifone Ausonia | 0-4          | 6 gen.       |
| 4 nov.      |             | Riposa: Liguria               |              | 6 gen.       |

| Andata (2ª) | Andata (2ª) | 2ª giornata             | Ritorno (9ª) | Ritorno (9ª) |
|             |             |                         |              |              |
| 11 nov.     | 2-2         | Ronchese-Sparta Velox   | 2-3          | 13 gen.      |
| 11 nov.     | 0-0         | Liguria-Grifone Ausonia | 0-2          | 13 gen.      |
| 11 nov.     | 7-1         | Molassana-Pontedecimo   | 1-2          | 9 mar.       |
| 11 nov.     |             | Riposa: Corniglianese   |              | 13 gen.      |

| Andata (1ª) | Andata (1ª) | 1ª giornata                   | Ritorno (8ª) | Ritorno (8ª) |
|             |             |                               |              |              |
| 4 nov.      | 0-1         | Sparta Velox-Molassana        | 1-4          | 6 gen.       |
| 4 nov.      | 1-3         | Pontedecimo-Ronchese          | 1-2          | 2 mar.       |
| 23 dic.     | 2-0         | Corniglianese-Grifone Ausonia | 0-4          | 6 gen.       |
| 4 nov.      |             | Riposa: Liguria               |              | 6 gen.       |

| Andata (2ª) | Andata (2ª) | 2ª giornata             | Ritorno (9ª) | Ritorno (9ª) |
|             |             |                         |              |              |
| 11 nov.     | 2-2         | Ronchese-Sparta Velox   | 2-3          | 13 gen.      |
| 11 nov.     | 0-0         | Liguria-Grifone Ausonia | 0-2          | 13 gen.      |
| 11 nov.     | 7-1         | Molassana-Pontedecimo   | 1-2          | 9 mar.       |
| 11 nov.     |             | Riposa: Corniglianese   |              | 13 gen.      |

| Andata (3ª) | Andata (3ª)             | 3ª giornata              | Ritorno (10ª) | Ritorno (10ª) |
|             |                         |                          |               |               |
| 18 nov.     | 1-2                     | Corniglianese-Liguria    | 3-0           | 27 gen.       |
| 18 nov.     | 0-0                     | Ronchese-Molassana       | 2-2           | 27 gen.       |
| 18 nov.     | 0-3                     | Pontedecimo-Sparta Velox | 1-2           | 27 gen.       |
| 18 nov.     | Riposa: Grifone Ausonia |                          |               | 27 gen.       |

| Andata (4ª) | Andata (4ª) | 4ª giornata                 | Ritorno (11ª) | Ritorno (11ª) |
|             |             |                             |               |               |
| 25 nov.     | 1-1         | Ronchese-Corniglianese      | 0-5           | 3 feb.        |
| 25 nov.     | 2-1         | Pontedecimo-Grifone Ausonia | 1-2           | 3 feb.        |
| 23 dic.     | 0-2         | Liguria-Molassana           | 0-1           | 3 feb.        |
| 25 nov.     |             | Riposa: Sparta Velox        |               | 3 feb.        |

| Andata (3ª) | Andata (3ª)             | 3ª giornata              | Ritorno (10ª) | Ritorno (10ª) |
|             |                         |                          |               |               |
| 18 nov.     | 1-2                     | Corniglianese-Liguria    | 3-0           | 27 gen.       |
| 18 nov.     | 0-0                     | Ronchese-Molassana       | 2-2           | 27 gen.       |
| 18 nov.     | 0-3                     | Pontedecimo-Sparta Velox | 1-2           | 27 gen.       |
| 18 nov.     | Riposa: Grifone Ausonia |                          |               | 27 gen.       |

| Andata (4ª) | Andata (4ª) | 4ª giornata                 | Ritorno (11ª) | Ritorno (11ª) |
|             |             |                             |               |               |
| 25 nov.     | 1-1         | Ronchese-Corniglianese      | 0-5           | 3 feb.        |
| 25 nov.     | 2-1         | Pontedecimo-Grifone Ausonia | 1-2           | 3 feb.        |
| 23 dic.     | 0-2         | Liguria-Molassana           | 0-1           | 3 feb.        |
| 25 nov.     |             | Riposa: Sparta Velox        |               | 3 feb.        |

| Andata (5ª) | Andata (5ª)       | 5ª giornata               | Ritorno (12ª) | Ritorno (12ª) |
|             |                   |                           |               |               |
| 2 dic.      | 1-1               | Grifone Ausonia-Ronchese  | ?-?           | 10 feb.       |
| 2 dic.      | 2-1               | Liguria-Sparta Velox      | ?-?           | 10 feb.       |
| 2 dic.      | ?-?               | Corniglianese-Pontedecimo | 0-1           | 10 feb.       |
| 2 dic.      | Riposa: Molassana |                           |               | 10 feb.       |

| Andata (6ª) | Andata (6ª) | 6ª giornata                | Ritorno (13ª) | Ritorno (13ª) |
|             |             |                            |               |               |
| 9 dic.      | 1-3         | Liguria-Ronchese           | 0-2           | 17 feb.       |
| 9 dic.      | 2-0         | Sparta Velox-Corniglianese | 0-2           | 17 feb.       |
| 30 dic.     | 4-0         | Molassana-Grifone Ausonia  | 1-1           | 17 feb.       |
| 9 dic.      |             | Riposa: Pontedecimo        |               | 17 feb.       |

| Andata (5ª) | Andata (5ª)       | 5ª giornata               | Ritorno (12ª) | Ritorno (12ª) |
|             |                   |                           |               |               |
| 2 dic.      | 1-1               | Grifone Ausonia-Ronchese  | ?-?           | 10 feb.       |
| 2 dic.      | 2-1               | Liguria-Sparta Velox      | ?-?           | 10 feb.       |
| 2 dic.      | ?-?               | Corniglianese-Pontedecimo | 0-1           | 10 feb.       |
| 2 dic.      | Riposa: Molassana |                           |               | 10 feb.       |

| Andata (6ª) | Andata (6ª) | 6ª giornata                | Ritorno (13ª) | Ritorno (13ª) |
|             |             |                            |               |               |
| 9 dic.      | 1-3         | Liguria-Ronchese           | 0-2           | 17 feb.       |
| 9 dic.      | 2-0         | Sparta Velox-Corniglianese | 0-2           | 17 feb.       |
| 30 dic.     | 4-0         | Molassana-Grifone Ausonia  | 1-1           | 17 feb.       |
| 9 dic.      |             | Riposa: Pontedecimo        |               | 17 feb.       |

| \| Andata (7ª) \| Andata (7ª) \| 7ª giornata \| Ritorno (14ª) \| Ritorno (14ª) \| \| \| \| \| \| \| \| 16 dic. \| 2-1 \| Pontedecimo-Liguria \| 3-0 \| 24 feb. \| \| 16 dic. \| 4-2 \| Molassana-Corniglianese \| 2-2 \| 24 feb. \| \| 16 dic. \| 1-1 \| Grifone Ausonia-Sparta Velox \| 3-1 \| 24 feb. \| \| 16 dic. \| Riposa: Ronchese \| \| \| 24 feb. \| |                  |                              |               |               |
| Andata (7ª) | Andata (7ª)      | 7ª giornata                  | Ritorno (14ª) | Ritorno (14ª) |
| |                  |                              |               |               |
| 16 dic. | 2-1              | Pontedecimo-Liguria          | 3-0           | 24 feb.       |
| 16 dic. | 4-2              | Molassana-Corniglianese      | 2-2           | 24 feb.       |
| 16 dic. | 1-1              | Grifone Ausonia-Sparta Velox | 3-1           | 24 feb.       |
| 16 dic. | Riposa: Ronchese |                              |               | 24 feb.       |

| Andata (7ª) | Andata (7ª)      | 7ª giornata                  | Ritorno (14ª) | Ritorno (14ª) |
|             |                  |                              |               |               |
| 16 dic.     | 2-1              | Pontedecimo-Liguria          | 3-0           | 24 feb.       |
| 16 dic.     | 4-2              | Molassana-Corniglianese      | 2-2           | 24 feb.       |
| 16 dic.     | 1-1              | Grifone Ausonia-Sparta Velox | 3-1           | 24 feb.       |
| 16 dic.     | Riposa: Ronchese |                              |               | 24 feb.       |

### Girone C

#### Squadre partecipanti
| Club                  | Città          | Stadio | Stagione precedente |
| --------------------- | -------------- | ------ | ------------------- |
| U.S. Busallese        | Busalla (GE)   |        |                     |
| Edera F.C.            | Genova         |        |                     |
| Fiorente F.C.         | Genova         |        |                     |
| U.S. Genovese         | Genova         |        |                     |
| S.S. Italia Nuova     | Bolzaneto (GE) |        |                     |
| S.S. Pro San Gottardo | Genova         |        |                     |

#### Classifica finale
|  | Pos. | Squadra          | Pt | G  | V | N | P | GF | GS | DR |
|  | ---- | ---------------- | -- | -- | - | - | - | -- | -- | -- |
|  | 1.   | Fiorente         | 15 | 10 | 5 | 5 | 0 | 21 | 9  | +  |
|  | 2.   | Edera            | 11 | 10 |   |   |   |    |    | +  |
|  | 2.   | Pro San Gottardo | 11 | 10 |   |   |   |    |    | +  |
|  | 4.   | Italia Nuova     | 9  | 10 |   |   |   |    |    | -  |
|  | 5.   | Busallese        | 7  | 10 |   |   |   |    |    | -  |
|  | 6.   | Genovese         | 7  | 10 |   |   |   |    |    | -  |

Legenda:

      Ammesso alla semifinale ligure.
Regolamento:

Due punti a vittoria, uno a pareggio, zero a sconfitta.
In caso di pari punti per le squadre fuori dalla zona promozione era in vigore il pari merito.

#### Calendario
| Andata (1ª) | Andata (1ª) | 1ª giornata            | Ritorno (6ª) | Ritorno (6ª) |
|             |             |                        |              |              |
| 4 nov.      | 1-1         | Fiorente-San Gottardo  | 2-1          | 6 gen.       |
| 4 nov.      | 3-2         | Edera-Genovese         | 2-1          | 6 gen.       |
| 4 nov.      | 0-0         | Nuova Italia-Busallese | ?-?          | 6 gen.       |

| Andata (2ª) | Andata (2ª) | 2ª giornata           | Ritorno (7ª) | Ritorno (7ª) |
|             |             |                       |              |              |
| 11 nov.     | 2-4         | Italia Nuova-Genovese | 0-4          | 17 feb.      |
| 9 dic.      | 2-1         | San Gottardo-Edera    | 2-0          | 13 gen.      |
| 9 dic.      | 5-1         | Fiorente-Busallese    | 1-0          | 17 feb.      |

| Andata (1ª) | Andata (1ª) | 1ª giornata            | Ritorno (6ª) | Ritorno (6ª) |
|             |             |                        |              |              |
| 4 nov.      | 1-1         | Fiorente-San Gottardo  | 2-1          | 6 gen.       |
| 4 nov.      | 3-2         | Edera-Genovese         | 2-1          | 6 gen.       |
| 4 nov.      | 0-0         | Nuova Italia-Busallese | ?-?          | 6 gen.       |

| Andata (2ª) | Andata (2ª) | 2ª giornata           | Ritorno (7ª) | Ritorno (7ª) |
|             |             |                       |              |              |
| 11 nov.     | 2-4         | Italia Nuova-Genovese | 0-4          | 17 feb.      |
| 9 dic.      | 2-1         | San Gottardo-Edera    | 2-0          | 13 gen.      |
| 9 dic.      | 5-1         | Fiorente-Busallese    | 1-0          | 17 feb.      |

| Andata (3ª) | Andata (3ª) | 3ª giornata               | Ritorno (8ª) | Ritorno (8ª) |
|             |             |                           |              |              |
| 18 nov.     | 1-0         | Italia Nuova-San Gottardo | 0-2          | 27 gen.      |
| 18 nov.     | 1-1         | Edera-Fiorente            | 2-2          | 27 gen.      |
| 18 nov.     | 0-1         | Genovese-Busallese        | 0-2          | 24 feb.      |

| Andata (4ª) | Andata (4ª) | 4ª giornata            | Ritorno (9ª) | Ritorno (9ª) |
|             |             |                        |              |              |
| 25 nov.     | 1-0         | Italia Nuova-Edera     | 1-1          | 3 feb.       |
| 25 nov.     | 1-2         | Genovese-Fiorente      | 0-0          | 3 feb.       |
| 23 dic.     | 0-2         | San Gottardo-Busallese | 2-1          | 2 mar.       |

| Andata (3ª) | Andata (3ª) | 3ª giornata               | Ritorno (8ª) | Ritorno (8ª) |
|             |             |                           |              |              |
| 18 nov.     | 1-0         | Italia Nuova-San Gottardo | 0-2          | 27 gen.      |
| 18 nov.     | 1-1         | Edera-Fiorente            | 2-2          | 27 gen.      |
| 18 nov.     | 0-1         | Genovese-Busallese        | 0-2          | 24 feb.      |

| Andata (4ª) | Andata (4ª) | 4ª giornata            | Ritorno (9ª) | Ritorno (9ª) |
|             |             |                        |              |              |
| 25 nov.     | 1-0         | Italia Nuova-Edera     | 1-1          | 3 feb.       |
| 25 nov.     | 1-2         | Genovese-Fiorente      | 0-0          | 3 feb.       |
| 23 dic.     | 0-2         | San Gottardo-Busallese | 2-1          | 2 mar.       |

| \| Andata (5ª) \| Andata (5ª) \| 5ª giornata \| Ritorno (10ª) \| Ritorno (10ª) \| \| \| \| \| \| \| \| \| \| 2 dic. \| 1-1 \| Fiorente-Italia Nuova \| 5-0 \| 10 feb. \| \| \| 2 dic. \| 3-1 \| San Gottardo-Genovese \| ?-? \| 10 feb. \| \| \| 2 dic. \| 1-0 \| Edera-Busallese \| ?-? \| 10 feb. \| \| |             |                       |               |               |  |
| Andata (5ª) | Andata (5ª) | 5ª giornata           | Ritorno (10ª) | Ritorno (10ª) |  |
| |             |                       |               |               |  |
| 2 dic. | 1-1         | Fiorente-Italia Nuova | 5-0           | 10 feb.       |  |
| 2 dic. | 3-1         | San Gottardo-Genovese | ?-?           | 10 feb.       |  |
| 2 dic. | 1-0         | Edera-Busallese       | ?-?           | 10 feb.       |  |

| Andata (5ª) | Andata (5ª) | 5ª giornata           | Ritorno (10ª) | Ritorno (10ª) |  |
|             |             |                       |               |               |  |
| 2 dic.      | 1-1         | Fiorente-Italia Nuova | 5-0           | 10 feb.       |  |
| 2 dic.      | 3-1         | San Gottardo-Genovese | ?-?           | 10 feb.       |  |
| 2 dic.      | 1-0         | Edera-Busallese       | ?-?           | 10 feb.       |  |

### Girone D

#### Squadre partecipanti
| Club                | Città                        | Stadio | Stagione precedente |
| ------------------- | ---------------------------- | ------ | ------------------- |
| Entella F.B.C.      | Chiavari (GE)                |        |                     |
| Pegazzano F.B.C.    | La Spezia                    |        |                     |
| C.S. Ruentes        | Rapallo (GE)                 |        |                     |
| U.S. Sestri Levante | Sestri Levante (GE)          |        |                     |
| S.S. Tigullio       | Santa Margherita Ligure (GE) |        |                     |
| S.C. Virtus         | La Spezia                    |        |                     |

#### Classifica finale
|  | Pos. | Squadra        | Pt | G  | V | N | P | GF | GS | DR |
|  | ---- | -------------- | -- | -- | - | - | - | -- | -- | -- |
|  | 1.   | Tigullio       | 12 | 10 | 4 | 4 | 2 | 13 | 10 | +3 |
|  | 2.   | Entella        | 11 | 10 | 4 | 3 | 3 | 17 | 9  | +8 |
|  | 2.   | Pegazzano      | 11 | 10 | 4 | 3 | 3 | 11 | 9  | +2 |
|  | 4.   | Ruentes        | 9  | 10 | 3 | 3 | 4 | 10 | 15 | -5 |
|  | 4.   | Sestri Levante | 9  | 10 | 3 | 3 | 4 | 12 | 17 | -5 |
|  | 6.   | Virtus Spezia  | 8  | 10 | 2 | 4 | 4 | 10 | 13 | -3 |

Legenda:

      Ammesso alla semifinale ligure.
Regolamento:

Due punti a vittoria, uno a pareggio, zero a sconfitta.
In caso di pari punti per le squadre fuori dalla zona promozione era in vigore il pari merito.

### Qualificazione alle semifinali
|         | Risultato |           | Luogo e data         |
| ------- | --------- | --------- | -------------------- |
| Entella | 1 - 0     | Pegazzano | Genova, 9 marzo 1924 |
|         |           |           |                      |

#### Calendario
| Andata (1ª) | Andata (1ª) | 1ª giornata             | Ritorno (6ª) | Ritorno (6ª) |
|             |             |                         |              |              |
| 4 nov.      | 0-0         | Virtus-Pegazzano        | 1-2          | 6 gen.       |
| 4 nov.      | 3-0         | Entella-Ruentes         | 0-2          | 6 gen.       |
| 23 dic.     | 1-1         | Tigullio-Sestri Levante | 0-1          | 6 gen.       |

| Andata (2ª) | Andata (2ª) | 2ª giornata              | Ritorno (7ª) | Ritorno (7ª) |
|             |             |                          |              |              |
| 11 nov.     | 1-1         | Tigullio-Ruentes         | 3-1          | 17 feb.      |
| 9 dic.      | 0-1         | Entella-Virtus           | 1-1          | 13 gen.      |
| 30 dic.     | 3-0         | Pegazzano-Sestri Levante | 0-0          | 13 gen.      |

| Andata (1ª) | Andata (1ª) | 1ª giornata             | Ritorno (6ª) | Ritorno (6ª) |
|             |             |                         |              |              |
| 4 nov.      | 0-0         | Virtus-Pegazzano        | 1-2          | 6 gen.       |
| 4 nov.      | 3-0         | Entella-Ruentes         | 0-2          | 6 gen.       |
| 23 dic.     | 1-1         | Tigullio-Sestri Levante | 0-1          | 6 gen.       |

| Andata (2ª) | Andata (2ª) | 2ª giornata              | Ritorno (7ª) | Ritorno (7ª) |
|             |             |                          |              |              |
| 11 nov.     | 1-1         | Tigullio-Ruentes         | 3-1          | 17 feb.      |
| 9 dic.      | 0-1         | Entella-Virtus           | 1-1          | 13 gen.      |
| 30 dic.     | 3-0         | Pegazzano-Sestri Levante | 0-0          | 13 gen.      |

| Andata (3ª) | Andata (3ª) | 3ª giornata            | Ritorno (8ª) | Ritorno (8ª) |
|             |             |                        |              |              |
| 18 nov.     | 0-1         | Virtus-Tigullio        | 2-2          | 27 gen.      |
| 18 nov.     | 2-0         | Entella-Pegazzano      | 1-1          | 27 gen.      |
| 18 nov.     | 0-0         | Ruentes-Sestri Levante | 1-4          | 27 gen.      |

| Andata (4ª) | Andata (4ª) | 4ª giornata            | Ritorno (9ª) | Ritorno (9ª) |
|             |             |                        |              |              |
| 9 dic.      | 2-0         | Pegazzano-Tigullio     | 0-2          | 3 feb.       |
| 16 dic.     | 5-1         | Entella-Sestri Levante | 3-0          | 3 feb.       |
| 16 dic.     | 1-0         | Ruentes-Virtus         | 1-1          | 3 feb.       |

| Andata (3ª) | Andata (3ª) | 3ª giornata            | Ritorno (8ª) | Ritorno (8ª) |
|             |             |                        |              |              |
| 18 nov.     | 0-1         | Virtus-Tigullio        | 2-2          | 27 gen.      |
| 18 nov.     | 2-0         | Entella-Pegazzano      | 1-1          | 27 gen.      |
| 18 nov.     | 0-0         | Ruentes-Sestri Levante | 1-4          | 27 gen.      |

| Andata (4ª) | Andata (4ª) | 4ª giornata            | Ritorno (9ª) | Ritorno (9ª) |
|             |             |                        |              |              |
| 9 dic.      | 2-0         | Pegazzano-Tigullio     | 0-2          | 3 feb.       |
| 16 dic.     | 5-1         | Entella-Sestri Levante | 3-0          | 3 feb.       |
| 16 dic.     | 1-0         | Ruentes-Virtus         | 1-1          | 3 feb.       |

| \| Andata (5ª) \| Andata (5ª) \| 5ª giornata \| Ritorno (10ª) \| Ritorno (10ª) \| \| \| \| \| \| \| \| \| \| 2 dic. \| 2-1 \| Virtus-Sestri Levante \| 2-4 \| 10 feb. \| \| \| 2 dic. \| 1-1 \| Entella-Tigullio \| 1-2 \| 10 feb. \| \| \| 2 dic. \| 3-1 \| Ruentes-Pegazzano \| 0-2 \| 10 feb. \| \| |             |                       |               |               |  |
| Andata (5ª) | Andata (5ª) | 5ª giornata           | Ritorno (10ª) | Ritorno (10ª) |  |
| |             |                       |               |               |  |
| 2 dic. | 2-1         | Virtus-Sestri Levante | 2-4           | 10 feb.       |  |
| 2 dic. | 1-1         | Entella-Tigullio      | 1-2           | 10 feb.       |  |
| 2 dic. | 3-1         | Ruentes-Pegazzano     | 0-2           | 10 feb.       |  |

| Andata (5ª) | Andata (5ª) | 5ª giornata           | Ritorno (10ª) | Ritorno (10ª) |  |
|             |             |                       |               |               |  |
| 2 dic.      | 2-1         | Virtus-Sestri Levante | 2-4           | 10 feb.       |  |
| 2 dic.      | 1-1         | Entella-Tigullio      | 1-2           | 10 feb.       |  |
| 2 dic.      | 3-1         | Ruentes-Pegazzano     | 0-2           | 10 feb.       |  |

### Girone A
|  | Pos. | Squadra       | Pt | G | V | N | P | GF | GS | DR |
|  | ---- | ------------- | -- | - | - | - | - | -- | -- | -- |
|  | 1.   | Entella       | 10 | 6 |   |   |   |    |    | +  |
|  | 1.   | Fiorente      | 10 | 6 |   |   |   |    |    | +  |
|  | 3.   | Corniglianese | 2  | 6 |   |   |   |    |    | +  |
|  | 4.   | Miramare      | 2  | 6 |   |   |   |    |    | +  |

Legenda:

      Ammesso alla finale ligure.
Regolamento:

Due punti a vittoria, uno a pareggio, zero a sconfitta.
In caso di pari punti per le squadre fuori dalla zona promozione era in vigore il pari merito.

### Qualificazione alle finali
|         | Risultato |          | Luogo e data   |
| ------- | --------- | -------- | -------------- |
| Entella | 2 - 1     | Fiorente | ??, ?? ?? 1924 |
|         |           |          |                |

### Girone B
|  | Pos. | Squadra   | Pt | G | V | N | P | GF | GS | DR |
|  | ---- | --------- | -- | - | - | - | - | -- | -- | -- |
|  | 1.   | Molassana | 5  | 4 | 2 | 1 | 1 | 4  | 4  | 0  |
|  | 1.   | Edera     | 5  | 4 | 2 | 1 | 1 | 8  | 5  | +3 |
|  | 3.   | Tigullio  | 2  | 4 | 1 | 0 | 3 | 5  | 8  | -3 |

Legenda:

      Ammesso allo spareggio.
Regolamento:

Due punti a vittoria, uno a pareggio, zero a sconfitta.
In caso di pari punti per le squadre fuori dalla zona promozione era in vigore il pari merito.

### Qualificazione alle finali
|           | Risultato |       | Luogo e data                  |
| --------- | --------- | ----- | ----------------------------- |
| Molassana | 2 - 1     | Edera | Sampierdarena, 18 maggio 1924 |
|           |           |       |                               |

#### Calendario
| Andata (1ª) | Andata (1ª) | 1ª giornata        | Ritorno (4ª) | Ritorno (4ª) |
|             |             |                    |              |              |
| 30 mar.     | 0-1         | Tigullio-Molassana | 1-2          | 27 apr.      |

| Andata (2ª) | Andata (2ª) | 2ª giornata     | Ritorno (5ª) | Ritorno (5ª) |
|             |             |                 |              |              |
| 13 apr.     | 1-1         | Molassana-Edera | 0-2          | 4 mag.       |

| Andata (1ª) | Andata (1ª) | 1ª giornata        | Ritorno (4ª) | Ritorno (4ª) |
|             |             |                    |              |              |
| 30 mar.     | 0-1         | Tigullio-Molassana | 1-2          | 27 apr.      |

| Andata (2ª) | Andata (2ª) | 2ª giornata     | Ritorno (5ª) | Ritorno (5ª) |
|             |             |                 |              |              |
| 13 apr.     | 1-1         | Molassana-Edera | 0-2          | 4 mag.       |

| \| Andata (3ª) \| Andata (3ª) \| 3ª giornata \| Ritorno (6ª) \| Ritorno (6ª) \| \| \| \| \| \| \| \| 20 apr. \| 1-3 \| Edera-Tigullio \| 4-1 \| 11 mag. \| |             |                |              |              |
| Andata (3ª) | Andata (3ª) | 3ª giornata    | Ritorno (6ª) | Ritorno (6ª) |
| |             |                |              |              |
| 20 apr. | 1-3         | Edera-Tigullio | 4-1          | 11 mag.      |

| Andata (3ª) | Andata (3ª) | 3ª giornata    | Ritorno (6ª) | Ritorno (6ª) |
|             |             |                |              |              |
| 20 apr.     | 1-3         | Edera-Tigullio | 4-1          | 11 mag.      |

### Finale
|           | Risultato |           | Luogo e data              |
| --------- | --------- | --------- | ------------------------- |
| Entella   | 0 - 3     | Molassana | Chiavari, 20 luglio 1924  |
| Molassana | 3 - 1     | Entella   | Molassana, 27 luglio 1924 |
|           |           |           |                           |

### Verdetti
- Il Molassana è campione ligure di Terza Divisione e promossa in Seconda Divisione.

## Lombardia
Campionato organizzato dal Comitato Regionale Lombardo di Milano su formula di sei gironi da sei squadre con un girone finale sempre da sei squadre. Un posto rimase comunque libero per carenza d'iscrizioni.

### Girone A

#### Squadre partecipanti
| Club                     | Città                     | Stadio | Stagione precedente                     |
| ------------------------ | ------------------------- | ------ | --------------------------------------- |
| A.L.P.E.                 | Bergamo                   | -      |                                         |
| F.C. Alzano              | Alzano Maggiore (BG)      | -      |                                         |
| Sport Iris Milan         | Milano                    | -      |                                         |
| G.S. Officine Meccaniche | Milano-Vigentino          | -      | 8º nel girone C della Seconda Divisione |
| F.C. Olona Pro Milano    | Milano                    | -      |                                         |
| Pro Palazzolo            | Palazzolo sull'Oglio (BS) | -      |                                         |

#### Classifica finale
|  | Pos. | Squadra             | Pt | G  | V | N | P | GF | GS | DR |
|  | ---- | ------------------- | -- | -- | - | - | - | -- | -- | -- |
|  | 1.   | Pro Palazzolo       | 18 | 10 |   |   |   |    |    | +  |
|  | 2.   | Officine Meccaniche | 16 | 10 |   |   |   |    |    | +  |
|  | 3.   | Alzano              | 12 | 10 |   |   |   |    |    | +  |
|  | 4.   | A.L.P.E.            | 6  | 10 |   |   |   |    |    | -  |
|  | 4.   | Iris                | 6  | 10 |   |   |   |    |    | -  |
|  | 6.   | Olona Pro Milano    | 0  | 10 |   |   |   |    |    | -  |

Legenda:

      Ammesso alla finale lombarda.
Regolamento:

Due punti a vittoria, uno a pareggio, zero a sconfitta.
In caso di pari punti per le squadre fuori dalla zona promozione era in vigore il pari merito.

### Girone B

#### Squadre partecipanti
| Club                  | Città                    | Stadio | Stagione precedente                     |
| --------------------- | ------------------------ | ------ | --------------------------------------- |
| F.B.C. Abbiategrasso  | Abbiategrasso (MI)       | -      |                                         |
| F.B.C. Casteggio      | Casteggio (PV)           | -      | 7º nel girone A della Seconda Divisione |
| U.S. Castelnovese     | Castelnuovo Scrivia (AL) | -      |                                         |
| S.G. Stradellina      | Stradella (PV)           | -      |                                         |
| G.C. Vigevanesi       | Vigevano (PV)            | -      |                                         |
| Ass. Vogherese Calcio | Voghera (PV)             | -      |                                         |

#### Classifica finale
|  | Pos. | Squadra       | Pt | G  | V | N | P | GF | GS | DR |
|  | ---- | ------------- | -- | -- | - | - | - | -- | -- | -- |
|  | 1.   | GC Vigevanesi | 15 | 10 |   |   |   |    |    | +  |
|  | 2.   | Casteggio     | 14 | 10 |   |   |   |    |    | +  |
|  | 3.   | Vogherese     | 10 | 10 | 5 | 0 | 5 | 18 | 20 | +2 |
|  | 4.   | Abbiategrasso | 9  | 10 |   |   |   |    |    | -  |
|  | 5.   | Castelnovese  | 6  | 10 |   |   |   |    |    | -  |
|  | 6.   | Stradellina   | 4  | 10 |   |   |   |    |    | -  |

Legenda:

      Ammesso alla finale lombarda.
Regolamento:

Due punti a vittoria, uno a pareggio, zero a sconfitta.
In caso di pari punti per le squadre fuori dalla zona promozione era in vigore il pari merito.
Note:
1 punto di penalizzazione non segnalato.

### Girone C

#### Squadre partecipanti
| Club              | Città              | Stadio | Stagione precedente                     |
| ----------------- | ------------------ | ------ | --------------------------------------- |
| S.C. Dergano      | Milano             |        |                                         |
| S.G. Gallaratese  | Gallarate (MI)     | -      |                                         |
| Minerva F.C.      | Milano             | -      |                                         |
| Pro Victoria F.C. | Monza (MI)         | -      |                                         |
| U.S. Sestese      | Sesto Calende (MI) | -      | 7ª nel girone B della Seconda Divisione |
| Vigor F.C.        | Milano             | -      |                                         |

#### Classifica finale
|  | Pos. | Squadra      | Pt | G  | V | N | P | GF | GS | DR |
|  | ---- | ------------ | -- | -- | - | - | - | -- | -- | -- |
|  | 1.   | Minerva      | 18 | 10 |   |   |   |    |    | +  |
|  | 2.   | Gallaratese  | 10 | 10 |   |   |   |    |    | +  |
|  | 2.   | Pro Victoria | 10 | 10 |   |   |   |    |    | +  |
|  | 4.   | Vigor (-1)   | 8  | 10 |   |   |   |    |    | -  |
|  | 5.   | Sestese      | 7  | 10 |   |   |   |    |    | -  |
|  | 6.   | Dergano      | 4  | 10 |   |   |   |    |    | -  |

Legenda:

      Ammesso alla finale lombarda.
Regolamento:

Due punti a vittoria, uno a pareggio, zero a sconfitta.
In caso di pari punti per le squadre fuori dalla zona promozione era in vigore il pari merito.
Note:
2 punti di eventuali penalizzazioni non segnalate.

### Girone D

#### Squadre partecipanti
| Club                          | Città              | Stadio | Stagione precedente |
| ----------------------------- | ------------------ | ------ | ------------------- |
| Soc. Canottieri Lecco         | Lecco (CO)         |        |                     |
| S.G.M. Forti e Liberi         | Monza (MI)         | -      |                     |
| S.C. Italia                   | Ponte Chiasso (CO) | -      |                     |
| Labor Sportiva Seregno F.B.C. | Seregno (MI)       | -      |                     |
| C.S. Savoia                   | Cernobbio (CO)     | -      |                     |
| G.S. Tintoria Comense         | Como               | -      |                     |

#### Classifica finale
|  | Pos. | Squadra          | Pt | G  | V | N | P | GF | GS | DR |
|  | ---- | ---------------- | -- | -- | - | - | - | -- | -- | -- |
|  | 1.   | Canottieri Lecco | 19 | 10 |   |   |   |    |    | +  |
|  | 2.   | Labor Seregno    | 17 | 10 |   |   |   |    |    | +  |
|  | 3.   | Forti e Liberi   | 9  | 10 |   |   |   |    |    | +  |
|  | 4.   | Savoia           | 6  | 10 |   |   |   |    |    | -  |
|  | 5.   | Tintoria Comense | 5  | 10 |   |   |   |    |    | -  |
|  | 6.   | Italia           | 2  | 10 |   |   |   |    |    | -  |

Legenda:

      Ammesso alla finale lombarda.
Regolamento:

Due punti a vittoria, uno a pareggio, zero a sconfitta.
In caso di pari punti per le squadre fuori dalla zona promozione era in vigore il pari merito.
Note:
2 punti di eventuali penalizzazioni non segnalate.

### Girone E

#### Squadre partecipanti
| Club                   | Città                   | Stadio               | Stagione precedente                              |
| ---------------------- | ----------------------- | -------------------- | ------------------------------------------------ |
| Ardita-Ausonia F.C.    | Milano-Gorla            | Campo "Pro Gorla"    | 4ª nel gir.finale lombardo della Terza Divisione |
| S.C. Farini            | Milano                  | -                    |                                                  |
| G.S. Marelli           | Sesto San Giovanni (MI) | -                    |                                                  |
| F.C. Meda              | Meda (MI)               | -                    | 3ª nel girone lombardo C della Terza Divisione   |
| S.G. Pro Lissone       | Lissone (MI)            | Campo della Palestra | 4ª nel girone lombardo E della Terza Divisione   |
| A.S. Seveso San Pietro | Seveso (MI)             | -                    |                                                  |

#### Classifica finale
|  | Pos. | Squadra        | Pt | G  | V | N | P | GF | GS | DR |
|  | ---- | -------------- | -- | -- | - | - | - | -- | -- | -- |
|  | 1.   | Ardita Ausonia | 18 | 10 |   |   |   |    |    | +  |
|  | 2.   | Marelli        | 17 | 10 |   |   |   |    |    | +  |
|  | 3.   | Farini         | 8  | 10 |   |   |   |    |    | +  |
|  | 4.   | Pro Lissone    | 7  | 10 |   |   |   |    |    | -  |
|  | 5.   | Meda           | 3  | 10 |   |   |   |    |    | -  |
|  | 5.   | Seveso S.P.    | 3  | 10 |   |   |   |    |    | -  |

Legenda:

      Ammesso alla finale lombarda.
Regolamento:

Due punti a vittoria, uno a pareggio, zero a sconfitta.
In caso di pari punti per le squadre fuori dalla zona promozione era in vigore il pari merito.
Note:
2 punti di eventuali penalizzazioni non segnalate.

### Girone F

#### Squadre partecipanti
| Club            | Città           | Stadio | Stagione precedente                     |
| --------------- | --------------- | ------ | --------------------------------------- |
| F.C. Crema      | Crema (CR)      | -      |                                         |
| S.S. Gymnasium  | Brescia         | -      |                                         |
| U.S. Mantovana  | Mantova         | -      | 8ª nel girone D della Seconda Divisione |
| U.S. Soresinese | Soresina (CR)   | -      |                                         |
| U.S. Veltro     | Caravaggio (BG) | -      |                                         |

#### Classifica finale
|  | Pos. | Squadra    | Pt | G | V | N | P | GF | GS | DR |
|  | ---- | ---------- | -- | - | - | - | - | -- | -- | -- |
|  | 1.   | Veltro     | 12 | 8 |   |   |   |    |    | +  |
|  | 2.   | Crema      | 11 | 8 |   |   |   |    |    | +  |
|  | 3.   | Soresinese | 9  | 8 |   |   |   |    |    | +  |
|  | 4.   | Gymnasium  | 6  | 8 |   |   |   |    |    | -  |
|  | 5.   | Mantovana  | 0  | 8 |   |   |   |    |    | -  |

Legenda:

      Ammesso alla finale lombarda.
Regolamento:

Due punti a vittoria, uno a pareggio, zero a sconfitta.
In caso di pari punti per le squadre fuori dalla zona promozione era in vigore il pari merito.

### Girone finale

#### Classifica finale
|  | Pos. | Squadra          | Pt | G  | V | N | P | GF | GS | DR |
|  | ---- | ---------------- | -- | -- | - | - | - | -- | -- | -- |
|  | 1.   | Canottieri Lecco | 16 | 10 |   |   |   |    |    | +  |
|  | 2.   | Ardita Ausonia   | 16 | 10 |   |   |   |    |    | +  |
|  | 3.   | Minerva          | 13 | 10 |   |   |   |    |    | +  |
|  | 4.   | GC Vigevanesi    | 8  | 10 |   |   |   |    |    | -  |
|  | 5.   | Pro Palazzolo    | 5  | 10 |   |   |   |    |    | -  |
|  | 6.   | Veltro           | 0  | 10 |   |   |   |    |    | -  |

Legenda:

      Promossa in Seconda Divisione 1924-1925.
Regolamento:

Due punti a vittoria, uno a pareggio, zero a sconfitta.
In caso di pari punti per le squadre fuori dalla zona promozione era in vigore il pari merito.

### Spareggio promozione
|                  | Risultato   |                | Luogo e data   |
| ---------------- | ----------- | -------------- | -------------- |
| Canottieri Lecco | 2 - 0 (dts) | Ardita Ausonia | ??, ?? ?? 1924 |
|                  |             |                |                |

## Veneto

### Girone A

#### Squadre partecipanti
| Club              | Città                | Stadio                   | Stagione precedente                         |
| ----------------- | -------------------- | ------------------------ | ------------------------------------------- |
| C.S. Coneglianese | Conegliano (TV)      | -                        |                                             |
| A.C. Mestre       | Mestre (VE)          | Stadio Francesco Baracca |                                             |
| F.C. Pordenone    | Pordenone (UD)       | -                        |                                             |
| A.S. Pro Gorizia  | Gorizia (UD)         | -                        | Società di territorio di recente annessione |
| U.C.A.M.A. Friuli | Udine                | -                        |                                             |
| C.S. Vittorio     | Vittorio Veneto (TV) | -                        |                                             |

#### Classifica finale
|  | Pos. | Squadra                | Pt | G  | V | N | P | GF | GS | DR  |
|  | ---- | ---------------------- | -- | -- | - | - | - | -- | -- | --- |
|  | 1.   | Pro Gorizia            | 17 | 10 | 8 | 1 | 1 | 33 | 6  | +27 |
|  | 2.   | Mestre                 | 15 | 10 | 7 | 1 | 2 | 18 | 7  | +11 |
|  | 3.   | Vittorio               | 10 | 9  | 4 | 2 | 3 | 14 | 8  | +6  |
|  | 3.   | Coneglianese           | 10 | 10 | 5 | 0 | 5 | 13 | 16 | -3  |
|  | 5.   | Pordenone (-1)         | 4  | 9  | 2 | 1 | 6 | 7  | 17 | -10 |
|  | 6.   | U.C.A.M.A. Friuli (-3) | 0  | 10 | 0 | 1 | 9 | 3  | 34 | -31 |

Legenda:

      Ammesso alla finale veneta.
Regolamento:

Due punti a vittoria, uno a pareggio, zero a sconfitta.
In caso di pari punti per le squadre fuori dalla zona promozione era in vigore il pari merito.
Note:
Non risulta recuperata la gara Vittorio-Pordenone.

### Girone B

#### Squadre partecipanti
| Club              | Città                    | Stadio | Stagione precedente |
| ----------------- | ------------------------ | ------ | ------------------- |
| Dop. Ferrovieri   | Venezia                  |        |                     |
| G.S. Giorgione    | Castelfranco Veneto (TV) |        |                     |
| A.C. Libertas     | Venezia                  |        |                     |
| C.S. Montebelluna | Montebelluna (TV)        |        |                     |
| A.S. Pro Trento   | Trento                   |        |                     |
| G.S. Tita Fumei   | Padova                   |        |                     |

#### Classifica finale
|  | Pos. | Squadra      | Pt | G  | V | N | P | GF | GS | DR |
|  | ---- | ------------ | -- | -- | - | - | - | -- | -- | -- |
|  | 1.   | Pro Trento   | 16 | 10 |   |   |   |    |    |    |
|  | 2.   | Ferrovieri   | 14 | 10 |   |   |   |    |    |    |
|  | 2.   | Giorgione    | 14 | 10 |   |   |   |    |    |    |
|  | 4.   | Libertas     | 10 | 10 |   |   |   |    |    |    |
|  | 5.   | Tita Fumei   | 6  | 10 |   |   |   |    |    |    |
|  | 6.   | Montebelluna | 0  | 10 |   |   |   |    |    |    |

Legenda:

      Ammesso alla finale veneta.
Regolamento:

Due punti a vittoria, uno a pareggio, zero a sconfitta.
In caso di pari punti per le squadre fuori dalla zona promozione era in vigore il pari merito.

### Qualificazione
|            | Risultati   |           | Luogo e data         |
| ---------- | ----------- | --------- | -------------------- |
| Ferrovieri | 2 - 1 (dts) | Giorgione | Padova, 9 marzo 1924 |
|            |             |           |                      |

### Girone C

#### Squadre partecipanti
| Club           | Città       | Stadio | Stagione precedente |
| -------------- | ----------- | ------ | ------------------- |
| A.C. Carraresi | Padova      |        |                     |
| U.S. Feltrese  | Feltre (BL) |        |                     |
| U.S. Olimpia   | Treviso     |        |                     |
| Schio F.C.     | Schio (VI)  |        |                     |
| A.C. Thiene    | Thiene (VI) |        |                     |
| A.C. Vicenza   | Vicenza     |        |                     |

#### Classifica finale
|  | Pos. | Squadra       | Pt | G  | V | N | P | GF | GS | DR  |
|  | ---- | ------------- | -- | -- | - | - | - | -- | -- | --- |
|  | 1.   | Vicenza       | 17 | 10 | 8 | 1 | 1 | 29 | 10 | +19 |
|  | 2.   | Schio         | 13 | 10 |   |   |   |    |    |     |
|  | 3.   | Thiene        | 12 | 10 |   |   |   |    |    |     |
|  | 4.   | Olimpia       | 7  | 10 |   |   |   |    |    |     |
|  | 5.   | Carraresi     | 6  | 10 |   |   |   |    |    |     |
|  | 6.   | Feltrese (-1) | 4  | 10 |   |   |   |    |    |     |

Legenda:

      Ammesso alla finale veneta.
Regolamento:

Due punti a vittoria, uno a pareggio, zero a sconfitta.
In caso di pari punti per le squadre fuori dalla zona promozione era in vigore il pari merito.

### Girone finale
|  | Pos. | Squadra         | Pt | G  | V | N | P | GF | GS | DR |
|  | ---- | --------------- | -- | -- | - | - | - | -- | -- | -- |
|  | 1.   | Vicenza         | 18 | 10 |   |   |   |    |    |    |
|  | 1.   | Pro Gorizia     | 18 | 10 |   |   |   |    |    |    |
|  | 3.   | Ferrovieri      | 10 | 10 |   |   |   |    |    |    |
|  | 4.   | Schio (-1)      | 6  | 10 |   |   |   |    |    |    |
|  | 5.   | Mestre          | 5  | 10 |   |   |   |    |    |    |
|  | 6.   | Pro Trento (-3) | -1 | 10 |   |   |   |    |    |    |

Legenda:

      Campione Veneto di Terza Divisione.
Regolamento:

Due punti a vittoria, uno a pareggio, zero a sconfitta.
In caso di pari punti per le squadre fuori dalla zona promozione era in vigore il pari merito.

### Spareggio per il primo posto
|         | Risultati |             | Luogo e data                |
| ------- | --------- | ----------- | --------------------------- |
| Vicenza | 2 - 0     | Pro Gorizia | Portogruaro, 22 giugno 1924 |
|         |           |             |                             |

Verdetti
- Il Vicenza è promosso in Seconda Divisione 1924-1925.

## Venezia Giulia

### Squadre partecipanti
| Club                | Città            | Stadio | Stagione precedente                     |
| ------------------- | ---------------- | ------ | --------------------------------------- |
| C.S. Capodistria    | Capodistria (PL) |        | Quarta Divisione                        |
| A.S. Edera          | Trieste          |        |                                         |
| C.S. Fiume          | Fiume            |        | Quarta Divisione                        |
| Soc. Ginnastica     | Trieste          |        | Quarta Divisione                        |
| U.S. Giovanni Grion | Pola             |        | 6º nel girone E della Seconda Divisione |
| C.S. Gloria         | Fiume            |        |                                         |
| C.S. Ponziana       | Trieste          |        |                                         |
| U.S. Triestina      | Trieste          |        |                                         |

### Classifica finale
|  | Pos. | Squadra       | Pt | G  | V | N | P | GF | GS | DR |
|  | ---- | ------------- | -- | -- | - | - | - | -- | -- | -- |
|  | 1.   | Gloria Fiume  | 18 | 14 |   |   |   |    |    |    |
|  | 1.   | Ponziana      | 18 | 14 |   |   |   |    |    |    |
|  | 3.   | Edera Trieste | 17 | 14 |   |   |   |    |    |    |
|  | 3.   | Triestina     | 17 | 14 |   |   |   |    |    |    |
|  | 5.   | Grion Pola    | 14 | 14 |   |   |   |    |    |    |
|  | 6.   | Fiume         | 13 | 14 |   |   |   |    |    |    |
|  | 7.   | Capodistria   | 12 | 14 |   |   |   |    |    |    |
|  | 8.   | Ginnastica    | 3  | 14 |   |   |   |    |    |    |

Legenda:

      Promossa in Seconda Divisione 1924-1925.
Regolamento:

Due punti a vittoria, uno a pareggio, zero a sconfitta.
In caso di pari punti per le squadre fuori dalla zona promozione era in vigore il pari merito.

### Spareggio per il primo posto
|              | Risultato   |          | Luogo e data         |
| ------------ | ----------- | -------- | -------------------- |
| Gloria Fiume | 2 - 1 (dts) | Ponziana | Pola, 16 maggio 1924 |
|              |             |          |                      |

### Qualificazioni alla Seconda Divisione
All'assemblea straordinaria di Parma del 14 settembre 1924 vennero presentati tre ordini del giorno riguardanti la Seconda Divisione 1924-1925: il primo affinché il numero di squadre venisse ridotto a 36, il secondo affinché venisse portato a 40 con l'inclusione di squadre della Venezia Giulia, e il terzo affinché venisse mantenuto a 48 squadre. Alla fine prevalse la proposta del campionato di Seconda Divisione a 40 squadre, suddivise in quattro gironi da dieci; per completare gli organici (erano rimasti quattro posti vacanti in seguito all'allargamento da 36 a 40 squadre), si decise di ammettere direttamente in Seconda Divisione il Vicenza e il Gloria di Fiume (rispettivamente campione veneto e giuliano di Terza Divisione) invece di farli spareggiare tra loro e di far disputare sei spareggi di qualificazione al campionato di Seconda Divisione successivo tra le seste classificate di ognuno dei gironi e sei squadre della Venezia Giulia; fu poi previsto un secondo turno di spareggi tra le sei vincenti del primo turno onde selezionare le tre ammesse alla Seconda Divisione.
Poiché US Milanese e Saronno erano appaiate al terzultimo posto, fu a questo punto stabilito di farle spareggiare per stabilire quale tra le due avrebbe disputato gli spareggi. Lo spareggio si disputò il 21 settembre 1924 in campo neutro e terminò con la vittoria della Milanese per 2-1 e la conferma della retrocessione per il Saronno. La US Milanese si aggiunse così alle altre terzultime classificate ammesse agli spareggi: Pastore, Veloci Embriaci, Bentegodi, Treviso e Prato. Per quanto riguarda le sei squadre giuliane ammesse agli spareggi, furono scelte Monfalconese (settima classificata nel girone E di Seconda Divisione), Pro Gorizia (seconda classificata nel girone finale di Terza Divisione Veneta), Ponziana, Edera di Trieste, Triestina e Giovanni Grion di Pola (rispettivamente seconda, terza, quarta e quinta classificata in Terza Divisione Giuliana). Presumibilmente fu esclusa l'Edera di Pola per l'illecito commesso che ne aveva cagionato la retrocessione all'ultimo posto nel girone E della Seconda Divisione.

#### Primo turno
|                 | Partita |                     | Luogo e data               |  |
| --------------- | ------- | ------------------- | -------------------------- |  |
| Treviso         | 1 - 1   | Edera Trieste       | Udine, 28 settembre 1924   |  |
|                 | Partita |                     | Luogo e data               |  |
| Pastore         | 0 - 2   | Monfalconese C.N.T. | Vicenza, 28 settembre 1924 |  |
| US Milanese     | 3 - 1   | G.Grion             | Bologna, 28 settembre 1924 |  |
| Veloci Embriaci | 0 - 6   | Pro Gorizia         | Verona, 28 settembre 1924  |  |
| Bentegodi       | 2 - 3   | Triestina           | Venezia, 28 settembre 1924 |  |
| Prato           | 1 - 0   | Ponziana            | Padova, 28 settembre 1924  |  |
| Treviso         | 2 - 1   | Edera Trieste       | Udine, 5 ottobre 1924      |  |
|                 |         |                     |                            |  |

#### Secondo turno
|             | Partita |                     | Luogo e data             |
| ----------- | ------- | ------------------- | ------------------------ |
| US Milanese | 2 - 2   | Prato               | Parma, 12 ottobre 1924   |
|             | Partita |                     | Luogo e data             |
| Triestina   | 1 - 0   | Pro Gorizia         | Venezia, 12 ottobre 1924 |
| Treviso     | 1 - 3   | Monfalconese C.N.T. | Udine, 19 ottobre 1924   |
| US Milanese | 4 - 0   | Prato               | Modena, 19 ottobre 1924  |
|             |         |                     |                          |

Verdetti
- US Milanese, Monfalconese C.N.T. restarono in Seconda Divisione;
- La Triestina ottenne la promozione in Seconda Divisione;
- Bentegodi, Pastore, Prato, Treviso e Veloci Embriaci retrocedettero in Terza Divisione;
- Edera, Giovanni Grion e Pro Gorizia rimasero in Terza Divisione.

## Emilia

### Girone A

#### Squadre partecipanti
| Club                              | Città           | Stadio | Stagione precedente |
| --------------------------------- | --------------- | ------ | ------------------- |
| U.S. Copparese                    | Copparo (FE)    |        |                     |
| C.A. Faenza                       | Faenza (RA)     |        |                     |
| U.S. Forti e Liberi               | Forlì           |        |                     |
| S.P. Juventus Migliarinese (SPIM) | Migliarino (FE) |        |                     |
| Libertas                          | Ferrara         |        |                     |
| U.S. Ravennate                    | Ravenna         |        |                     |

#### Classifica finale
|  | Pos. | Squadra        | Pt | G  | V | N | P | GF | GS | DR  |
|  | ---- | -------------- | -- | -- | - | - | - | -- | -- | --- |
|  | 1.   | Forti e Liberi | 15 | 10 | 7 | 1 | 2 | 26 | 9  | +17 |
|  | 2.   | S.P.I.M.       | 15 | 10 | 7 | 1 | 2 | 25 | 15 | +10 |
|  | 3.   | Ravennate      | 10 | 10 | 3 | 4 | 3 | 20 | 18 | +2  |
|  | 3.   | Faenza         | 10 | 10 | 4 | 2 | 4 | 21 | 13 | +8  |
|  | 5.   | Libertas (-1)  | 5  | 10 | 2 | 2 | 6 | 8  | 20 | -12 |
|  | 6.   | Copparese      | 4  | 10 | 1 | 2 | 7 | 7  | 32 | -25 |

Legenda:

      Ammesso alla finale emiliana.
Regolamento:

Due punti a vittoria, uno a pareggio, zero a sconfitta.
In caso di pari punti per le squadre fuori dalla zona promozione era in vigore il pari merito.

### Girone B

#### Squadre partecipanti
| Club                   | Città                    | Stadio | Stagione precedente |
| ---------------------- | ------------------------ | ------ | ------------------- |
| A.C. Bologna           | Bologna                  |        |                     |
| U.S. Borgo San Donnino | Borgo San Donnino (PR)   |        |                     |
| S.S. Casalecchio       | Casalecchio di Reno (BO) |        |                     |
| S.G. Fortitudo         | Bologna                  |        |                     |
| U.S. Gonzaga           | Gonzaga (MN)             |        |                     |
| Juventus Sportiva      | Bologna                  |        |                     |
| S.C. Suzzara           | Suzzara (MN)             |        |                     |

#### Classifica finale
|  | Pos. | Squadra           | Pt | G  | V | N | P | GF | GS | DR |
|  | ---- | ----------------- | -- | -- | - | - | - | -- | -- | -- |
|  | 1.   | Borgo San Donnino | 21 | 12 |   |   |   |    |    |    |
|  | 2.   | Gonzaga           | 16 | 12 |   |   |   |    |    |    |
|  | 3.   | Fortitudo Bologna | 14 | 12 |   |   |   |    |    |    |
|  | 4.   | Juventus          | 11 | 12 |   |   |   |    |    |    |
|  | 5.   | Casalecchio       | 10 | 12 |   |   |   |    |    |    |
|  | 6.   | Suzzara           | 6  | 12 |   |   |   |    |    |    |
|  | 6.   | AC Bologna        | 6  | 12 |   |   |   |    |    |    |

Legenda:

      Ammesso alla finale emiliana.
Regolamento:

Due punti a vittoria, uno a pareggio, zero a sconfitta.
In caso di pari punti per le squadre fuori dalla zona promozione era in vigore il pari merito.

### Girone finale
|  | Pos. | Squadra           | Pt | G  | V | N | P | GF | GS | DR |
|  | ---- | ----------------- | -- | -- | - | - | - | -- | -- | -- |
|  | 1.   | Borgo San Donnino | 11 | 10 |   |   |   |    |    |    |
|  | 2.   | Gonzaga           | 7  | 10 |   |   |   |    |    |    |
|  | 3.   | Forti e Liberi    | 3  | 10 |   |   |   |    |    |    |
|  | 3.   | S.P.I.M.          | 3  | 10 |   |   |   |    |    |    |

Legenda:

      Campione Emiliano di Terza Divisione.
Regolamento:

Due punti a vittoria, uno a pareggio, zero a sconfitta.
In caso di pari punti per le squadre fuori dalla zona promozione era in vigore il pari merito.
Verdetti
- Il Borgo San Donnino è promosso in Seconda Divisione 1924-1925.

## Toscana

### Girone A

#### Squadre partecipanti
| Club            | Città          | Stadio | Stagione precedente |
| --------------- | -------------- | ------ | ------------------- |
| Empoli F.C.     | Empoli (FI)    |        |                     |
| U.S. Fiorentina | Firenze        |        |                     |
| U.S. Pistoiese  | Pistoia (FI)   |        |                     |
| U.S. Pontedera  | Pontedera (PI) |        |                     |
| S.S. Signa      | Signa (FI)     |        |                     |

#### Classifica finale
|  | Pos. | Squadra    | Pt       | G | V | N | P | GF | GS | DR |
|  | ---- | ---------- | -------- | - | - | - | - | -- | -- | -- |
|  | 1.   | Pistoiese  | 8        | 6 | 3 | 2 | 1 | 13 | 9  | +4 |
|  | 2.   | Signa      | 7        | 6 | 3 | 1 | 2 | 7  | 10 | -3 |
|  | 3.   | Empoli     | 5        | 6 | 1 | 3 | 2 | 11 | 10 | +1 |
|  | 4.   | Pontedera  | 4        | 6 | 1 | 2 | 3 | 11 | 13 | -2 |
|  | --   | Fiorentina | Ritirata |   |   |   |   |    |    |    |

Legenda:

      Ammesso alla finale toscana.
Regolamento:

Due punti a vittoria, uno a pareggio, zero a sconfitta.
In caso di pari punti per le squadre fuori dalla zona promozione era in vigore il pari merito.

### Girone B

#### Squadre partecipanti
| Club                        | Città            | Stadio | Stagione precedente |
| --------------------------- | ---------------- | ------ | ------------------- |
| G.S. Cucirini Cantoni Coats | Lucca            |        |                     |
| U.S. Carrarese              | Carrara          |        |                     |
| U.S. Pisana                 | Pisa             |        |                     |
| U.S. Pietrasanta            | Pietrasanta (LU) |        |                     |
| S.S. San Marco              | Livorno          |        |                     |

Nota: la neoretrocessa Juventus Massa era in anno sabbatico.

#### Classifica finale
|  | Pos. | Squadra       | Pt | G | V | N | P | GF | GS | DR  |
|  | ---- | ------------- | -- | - | - | - | - | -- | -- | --- |
|  | 1.   | Pietrasanta   | 13 | 8 | 6 | 1 | 1 | 29 | 8  | +21 |
|  | 2.   | San Marco     | 11 | 8 | 4 | 3 | 1 | 17 | 7  | +10 |
|  | 3.   | Cantoni Coats | 9  | 8 | 4 | 1 | 3 | 11 | 8  | +3  |
|  | 4.   | Carrarese     | 7  | 8 | 3 | 1 | 4 | 12 | 17 | -5  |
|  | 5.   | Pisana        | 0  | 8 | 0 | 0 | 8 | 3  | 33 | -30 |

Legenda:

      Ammesso alla finale toscana.
Regolamento:

Due punti a vittoria, uno a pareggio, zero a sconfitta.
In caso di pari punti per le squadre fuori dalla zona promozione era in vigore il pari merito.

### Girone finale
|  | Pos. | Squadra   | Pt | G | V | N | P | GF | GS | DR  |
|  | ---- | --------- | -- | - | - | - | - | -- | -- | --- |
|  | 1.   | Pistoiese | 10 | 6 | 5 | 0 | 1 | 11 | 1  | +10 |
|  | 2.   | San Marco | 6  | 6 | 3 | 0 | 3 | 6  | 7  | -1  |
|  | 3.   | Pontedera | 5  | 6 | 2 | 1 | 3 | 5  | 6  | -1  |
|  | 4.   | Signa     | 3  | 6 | 1 | 1 | 4 | 4  | 12 | -8  |

Legenda:

      Campione Toscano di Terza Divisione.
Note:

Due punti a vittoria, uno a pareggio, zero a sconfitta.
In caso di pari punti per le squadre fuori dalla zona promozione era in vigore il pari merito.
Verdetti
- La Pistoiese è promossa in Seconda Divisione 1924-1925.

## Comitati del Sud
I tornei solo apparentemente omonimi nel Sud Italia non ebbero alcuna relazione con quelli del Nord, essendo stati solo una semplice ridenominazione di quelli precedenti di Terza Categoria cui erano succeduti.
Al momento non sono disponibili informazioni in merito ai campionati di Terza Divisione di Puglie e Sicilia.
Una delle squadre che partecipò alla Terza Divisione pugliese fu Il Formidabile di Taranto

## Marche

### Girone A

#### Squadre partecipanti
| Club           | Città          | Stadio | Stagione precedente |
| -------------- | -------------- | ------ | ------------------- |
| Fermo          | Fermo (AP)     |        |                     |
| La Fermo       | Fermo (AP)     |        |                     |
| U.S. Tolentino | Tolentino (MC) |        |                     |

### Classifica finale
|  | Pos. | Squadra   | Pt       | G | V | N | P | GF | GS | DR |
|  | ---- | --------- | -------- | - | - | - | - | -- | -- | -- |
|  | 1.   | Fermo     | 4        | 2 |   |   |   |    |    | +  |
|  | 2.   | La Fermo  | 0        | 2 |   |   |   |    |    | +  |
|  | --   | Tolentino | Ritirato |   |   |   |   |    |    | +  |

Legenda:

      Ammesso alla finale.
Regolamento:

Due punti a vittoria, uno a pareggio, zero a sconfitta.
In caso di pari punti per le squadre fuori dalla zona promozione era in vigore il pari merito.
Note:
Tolentino ritirato prima dell’inizio del campionato.
La Fermo si fonde col Fermo a creare la Fermana.

### Girone B

#### Squadre partecipanti
| Club      | Città         | Stadio | Stagione precedente |
| --------- | ------------- | ------ | ------------------- |
| Edera     | Ancona        |        |                     |
| Excelsior | Fabriano (AN) |        |                     |
| Hesparia  | Ancona        |        |                     |

### Classifica finale
|  | Pos. | Squadra   | Pt | G | V | N | P | GF | GS | DR |
|  | ---- | --------- | -- | - | - | - | - | -- | -- | -- |
|  | 1.   | Excelsior | 7  | 4 |   |   |   |    |    | +  |
|  | 2.   | Hesperia  | 5  | 4 |   |   |   |    |    | +  |
|  | 3.   | Edera     | 0  | 4 |   |   |   |    |    | +  |

Legenda:

      Ammesso alla finale.
Regolamento:

Due punti a vittoria, uno a pareggio, zero a sconfitta.
In caso di pari punti per le squadre fuori dalla zona promozione era in vigore il pari merito.

### Finale
|           | Risultati |           | Luogo e data         |
| --------- | --------- | --------- | -------------------- |
| Fermo     | 4-0       | Excelsior | Fermo, ?? ?? 1924    |
| Excelsior | 2-0       | Fermo     | Fabriano, ?? ?? 1924 |
|           |           |           |                      |

Spareggio
|           | Risultati |       | Luogo e data    |
| --------- | --------- | ----- | --------------- |
| Excelsior | 2-1       | Fermo | ???, ?? ?? 1924 |
|           |           |       |                 |

Verdetti
- Excelsior campione marchigiano di Terza Divisione, promossa in Seconda Divisione, ma rinuncia alla promozione.

## Lazio

### Squadre partecipanti
| Club                 | Città              | Stadio | Stagione precedente |
| -------------------- | ------------------ | ------ | ------------------- |
| S.S. Aurora Goliarda | Roma               |        |                     |
| Balilla F.C.         | Roma               |        |                     |
| Civitavecchia F.C.   | Civitavecchia (RM) |        |                     |
| S.S. Andrea Doria    | Tivoli (RM)        |        |                     |
| U.S. Carlo Oriani    | Roma               |        |                     |
| C.S. Romano          | Roma               |        |                     |

### Classifica finale
|  | Pos. | Squadra         | Pt | G  | V | N | P | GF | GS | DR |
|  | ---- | --------------- | -- | -- | - | - | - | -- | -- | -- |
|  | 1.   | Civitavecchia   | 16 | 10 |   |   |   |    |    |    |
|  | 1.   | Romano          | 16 | 10 |   |   |   |    |    |    |
|  | 3.   | Andrea Doria    | 10 | 10 |   |   |   |    |    |    |
|  | 4.   | Aurora Goliarda | 7  | 10 |   |   |   |    |    |    |
|  | 4.   | Balilla         | 7  | 10 |   |   |   |    |    |    |
|  | 6.   | Carlo Oriani    | 4  | 10 |   |   |   |    |    |    |

Legenda:

      Ammesso allo spareggio.
Regolamento:

Due punti a vittoria, uno a pareggio, zero a sconfitta.
In caso di pari punti per le squadre fuori dalla zona promozione era in vigore il pari merito.

### Spareggio per il primo posto
|               | Risultato |           | Luogo e data         |
| ------------- | --------- | --------- | -------------------- |
| Civitavecchia | 4 - 1     | CS Romano | Roma, 13 luglio 1924 |
|               |           |           |                      |

Verdetti
- Il Civitavecchia  è campione laziale di Terza Divisione ed è promosso in Seconda Divisione 1924-1925.

## Campania

### Girone A

#### Squadre partecipanti
| Club                               | Città            | Stadio | Stagione 1922-1923 |
| ---------------------------------- | ---------------- | ------ | ------------------ |
| U.S. Audace (B = riserve)          | Napoli           |        |                    |
| S.C. Berlingieri (B = riserve)     | Napoli           |        |                    |
| C.S. Hesperia                      | Bagnoli (Napoli) |        |                    |
| G.G.S. Pozzuoli (B = riserve)      | Pozzuoli (NA)    |        |                    |
| Pro Santa Lucia S.C. (B = riserve) | Napoli           |        |                    |
| Vomero S.C. (B = riserve)          | Napoli           |        |                    |

#### Classifica finale
|  | Pos. | Squadra           | Pt | G | V | N | P | GF | GS | DR  |
|  | ---- | ----------------- | -- | - | - | - | - | -- | -- | --- |
|  | 1.   | Audace B          | 8  | 5 | 4 | 0 | 1 |    |    |     |
|  | 2.   | Pozzuoli B        | 6  | 5 | 3 | 0 | 2 | 14 | 5  | +9  |
|  | 2.   | Hesperia          | 6  | 5 | 3 | 0 | 2 | 6  | 4  | +2  |
|  | 2.   | Berlingieri B     | 6  | 5 | 3 | 0 | 2 | 6  | 12 | -6  |
|  | 5.   | Pro Santa Lucia B | 4  | 5 | 2 | 0 | 3 |    |    |     |
|  | 6.   | Vomero B          | 0  | 5 | 0 | 0 | 5 | 2  | 12 | -10 |

Legenda:

      Ammesso alla finale campana.
Note:

Due punti a vittoria, uno a pareggio, zero a sconfitta.
Pari merito in caso di pari punti.

### Girone B

#### Squadre partecipanti
| Club                     | Città                 | Stadio | Stagione 1922-1923 |
| ------------------------ | --------------------- | ------ | ------------------ |
| U.S. La Giovanile        | Portici (NA)          |        |                    |
| U.S. Pro Italia          | Torre Annunziata (NA) |        |                    |
| Ass. Studentesca Torrese | Torre Annunziata (NA) |        |                    |

#### Classifica finale
|  | Pos. | Squadra      | Pt | G | V | N | P | GF | GS | DR |
|  | ---- | ------------ | -- | - | - | - | - | -- | -- | -- |
|  | 1.   | Studentesca  | 3  | 2 | 1 | 1 | 0 |    |    |    |
|  | 1.   | Pro Italia   | 3  | 2 | 1 | 1 | 0 |    |    |    |
|  | 3.   | La Giovanile | 0  | 2 | 0 | 0 | 2 |    |    |    |

Legenda:

      Ammesso allo spareggio.
Note:

Due punti a vittoria, uno a pareggio, zero a sconfitta.
Pari merito in caso di pari punti.

### Qualificazione alle finali
|             | Risultato |            | Luogo e data         |
| ----------- | --------- | ---------- | -------------------- |
| Studantesca | 2 - 0     | Pro Italia | ???, manca data 1924 |
|             |           |            |                      |

### Finale
|                | Risultato   |             | Luogo e data         |
| -------------- | ----------- | ----------- | -------------------- |
| Audacia Napoli | 2 - 1 (dts) | Studentesca | ???, manca data 1924 |
|                |             |             |                      |

Verdetti
- L'Audace Napoli è campione campano di Terza Divisione ed è promossa in Seconda Divisione 1924-1925.

## Puglia

### Squadre partecipanti
| Club        | Città   | Stadio | Stagione precedente |
| ----------- | ------- | ------ | ------------------- |
| Alba        | Taranto |        |                     |
| Formidabile | Taranto |        |                     |
| Franco Tosi | Taranto |        |                     |
| Liberty     | Taranto |        |                     |
| Savoia      | Taranto |        |                     |
| Virtus      | Taranto |        |                     |

### Classifica finale
|  | Pos. | Squadra     | Pt | G  | V | N | P | GF | GS | DR |
|  | ---- | ----------- | -- | -- | - | - | - | -- | -- | -- |
|  | 1.   | Liberty     | 19 | 10 |   |   |   |    |    |    |
|  | 2.   | Formidabile | 12 | 10 |   |   |   |    |    |    |
|  | 3.   | Savoia      | 11 | 10 |   |   |   |    |    |    |
|  | 4.   | Franco Tosi | 7  | 10 |   |   |   |    |    |    |
|  | 5.   | Virtus      | 6  | 10 |   |   |   |    |    |    |
|  | 6.   | Alba        | 5  | 10 |   |   |   |    |    |    |

Legenda:

      Campione Pugliese di Terza Divisione.
Regolamento:

Due punti a vittoria, uno a pareggio, zero a sconfitta.
In caso di pari punti per le squadre fuori dalla zona promozione era in vigore il pari merito.

## Sardegna
Fu il primo campionato federale organizzato nell'isola. Il primo match si disputò in data 21 aprile 1924.

### Squadre partecipanti
| Club                    | Città    | Stadio | Stagione precedente |
| ----------------------- | -------- | ------ | ------------------- |
| S.G. Amsicora           | Cagliari |        |                     |
| Cagliari Foot Ball Club | Cagliari |        |                     |
| Torres                  | Sassari  |        |                     |

### Classifica finale
|  | Pos. | Squadra       | Pt | G | V | N | P | GF | GS | DR |
|  | ---- | ------------- | -- | - | - | - | - | -- | -- | -- |
|  | 1.   | Cagliari      | 6  | 3 |   |   |   |    |    |    |
|  | 2.   | Torres        | 2  | 3 |   |   |   |    |    |    |
|  | 3.   | S.G. Amsicora | 0  | 3 |   |   |   |    |    |    |

Legenda:

      Campione Sardo di Terza Divisione.
Regolamento:

Due punti a vittoria, uno a pareggio, zero a sconfitta.
In caso di pari punti per le squadre fuori dalla zona promozione era in vigore il pari merito.